# Noisiel
Noisiel (prononcé [nwa.zjɛl]) est une commune française située dans le département de Seine-et-Marne en région Île-de-France.
Elle fait partie de la banlieue est parisienne et de la ville nouvelle de Marne-la-Vallée.

## Géographie

### Localisation

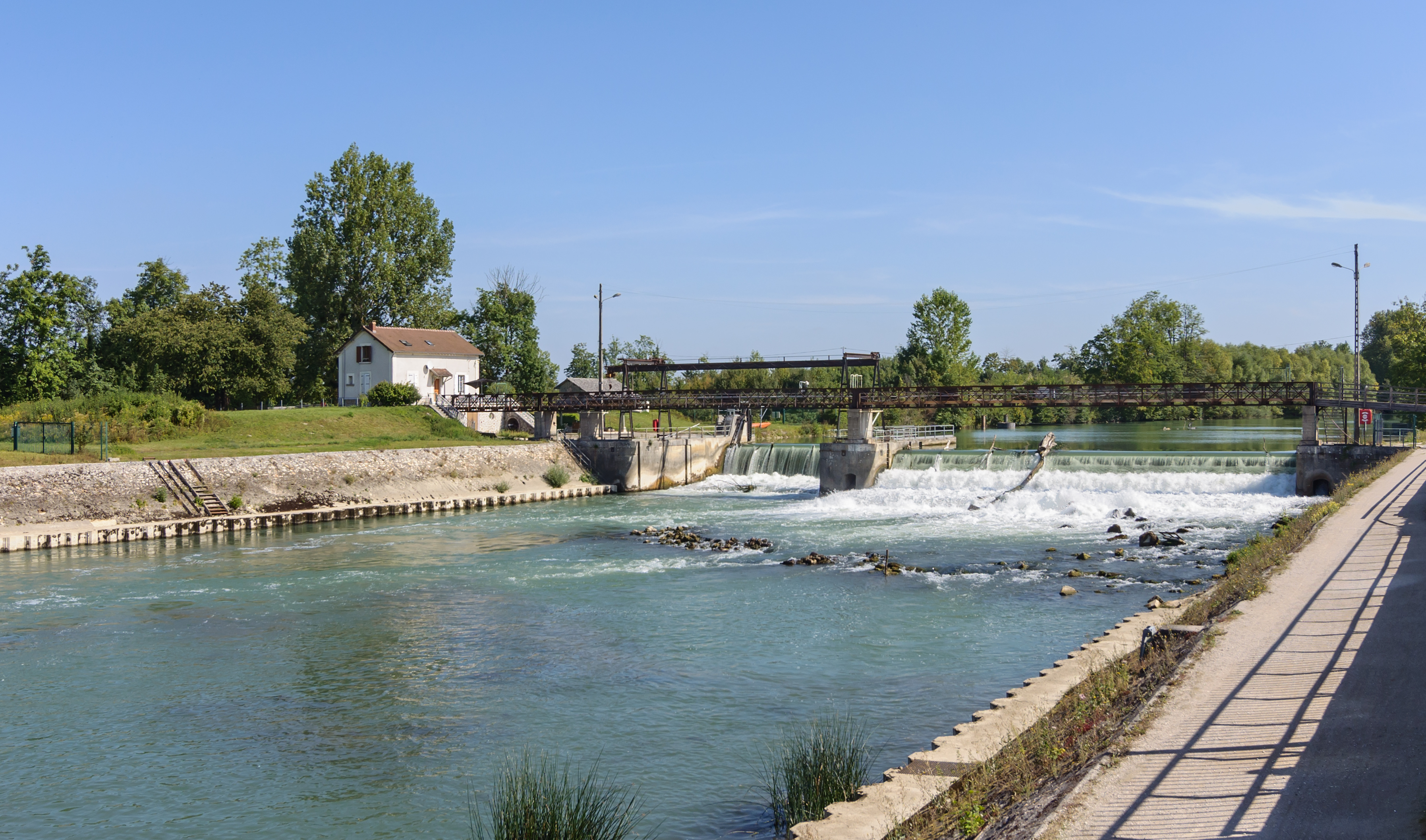
Le barrage de Noisiel sur la Marne

La commune est située à 20 km à l'est du centre de Paris. Elle est desservie par une station de la ligne A du RER qui relie Châtelet-Les-Halles en une moyenne de 26 minutes. La ville est divisée en quartiers qui portent les noms suivants de « l'époque Menier » : la Cité Ouvrière, la Remise aux Fraises, la Pièce aux Chats, les Deux Parcs, le Potager, la Ferme du Buisson, le Luzard et le Bois de la Grange.
Noisiel est longée par la Marne, qui trace la limite nord de la commune. La rivière n'y est pas navigable en raison du barrage de Noisiel, construit au XIXe siècle près de la chocolaterie Menier à laquelle il fournit alors une plus grande puissance hydraulique. Ce barrage ne dispose pas d'écluse, car la navigation passe sur ce tronçon par le canal de Chelles, parallèle à la rivière.

### Géologie et relief
La commune est classée en zone de sismicité 1, correspondant à une sismicité très faible. L'altitude varie de 38 mètres à 109 mètres pour le point le plus haut, le centre de la ville se situant à environ 44 mètres d'altitude (mairie principale dans le vieux Noisiel, au cœur de la cité ouvrière  ).
L'ancien village fut construit sur les flancs du plateau au bord de la rive gauche de la Marne. La ville nouvelle s'est, elle, développée au sommet du plateau boisé. Ce sont aujourd'hui les quartiers du Luzard (autour de la gare du RER), de la Ferme du Buisson (avec son centre culturel) et du Bois de la Grange.

### Hydrographie
Le système hydrographique de la commune se compose de trois cours d'eau référencés :
- la rivière la Marne, longue de 514,25 km[4], principal affluent de la Seine, constitue la limite nord de la commune, ainsi que :
  - un bras de 0,71 km[5] ;
  - un bras de 0,78 km[6] ;

La longueur linéaire globale des cours d'eau sur la commune est de 2,45 km.
Le ru de la Hart, qui prend sa source dans le parc de Noisiel, est un très court ruisseau qui se jette dans la Marne, et constitue sur une partie de son parcours la délimitation entre Noisiel et Champs-sur-Marne.
Le ru Maubuée, qui prenait sa source à Croissy-Beaubourg pour rejoindre la Marne à Noisiel, a été modifié lors de la création de la ville nouvelle pour intégrer le long de son parcours sept lacs artificiels permettant la retenue des eaux pluviales.
Quatre de ces lacs sont situés en partie sur le territoire de la commune de Noisiel, d'amont en aval : l'Étang des pécheurs (4,20 ha, limitrophe de Lognes), l'Étang du Beauregard (2,84 ha), l’Étang de l'Écluse (1,08 ha) et l'Étang de l'Arche (0,70 ha, limitrophes de Torcy), longeant la promenade de la Chocolaterie.

### Climat
Pour des articles plus généraux, voir Climat de l'Île-de-France et Climat de Seine-et-Marne.
En 2010, le climat de la commune est de type climat océanique dégradé des plaines du Centre et du Nord, selon une étude du CNRS s'appuyant sur une série de données couvrant la période 1971-2000. En 2020, Météo-France publie une typologie des climats de la France métropolitaine dans laquelle la commune est exposée à un climat océanique altéré et est dans la région climatique Sud-ouest du bassin Parisien, caractérisée par une faible pluviométrie, notamment au printemps (120 à 150 mm) et un hiver froid (3,5 °C).
Pour la période 1971-2000, la température annuelle moyenne est de 11,6 °C, avec une amplitude thermique annuelle de 14,9 °C. Le cumul annuel moyen de précipitations est de 693 mm, avec 10,6 jours de précipitations en janvier et 7,8 jours en juillet. Pour la période 1991-2020, la température moyenne annuelle observée sur la station météorologique la plus proche, située sur la commune de Torcy à 2 km à vol d'oiseau, est de 12,1 °C et le cumul annuel moyen de précipitations est de 716,4 mm,. Pour l'avenir, les paramètres climatiques de la commune estimés pour 2050 selon différents scénarios d'émission de gaz à effet de serre sont consultables sur un site dédié publié par Météo-France en novembre 2022.
| Mois                                  | jan.            | fév.           | mars          | avril         | mai            | juin          | jui.           | août           | sep.          | oct.            | nov.            | déc.            | année      |
| ------------------------------------- | --------------- | -------------- | ------------- | ------------- | -------------- | ------------- | -------------- | -------------- | ------------- | --------------- | --------------- | --------------- | ---------- |
| Température minimale moyenne (°C)     | 2,2             | 2,3            | 4             | 6,1           | 9,6            | 12,7          | 14,6           | 14,2           | 11,2          | 8,8             | 5,1             | 2,9             | 7,8        |
| Température moyenne (°C)              | 4,8             | 5,6            | 8,3           | 11,2          | 14,6           | 18            | 20,1           | 19,8           | 16,3          | 12,8            | 8,1             | 5,5             | 12,1       |
| Température maximale moyenne (°C)     | 7,4             | 8,9            | 12,6          | 16,2          | 19,7           | 23,2          | 25,6           | 25,5           | 21,5          | 16,8            | 11,1            | 8               | 16,4       |
| Record de froid (°C) date du record   | −12,6 07.01.09  | −11,4 07.02.12 | −8,6 01.03.05 | −3,3 06.04.21 | 0,4 07.05.1997 | 2,8 04.06.01  | 6,6 13.07.1993 | 5,8 28.08.1998 | 2 30.09.18    | −3,4 30.10.1997 | −9,7 24.11.1998 | −9,6 29.12.1996 | −12,6 2009 |
| Record de chaleur (°C) date du record | 17,3 05.01.1999 | 20,9 27.02.19  | 26,2 31.03.21 | 28,8 20.04.18 | 31,6 27.05.05  | 36,6 27.06.11 | 42,1 25.07.19  | 39,7 11.08.03  | 35,7 08.09.23 | 28,7 02.10.11   | 21,9 07.11.15   | 17,8 07.12.00   | 42,1 2019  |
| Précipitations (mm)                   | 57,2            | 53,2           | 52,5          | 50            | 71,3           | 57,6          | 60,5           | 66,1           | 53,3          | 60,5            | 59,5            | 74,7            | 716,4      |

### Voies de communication et transports

#### Voies ferroviaires

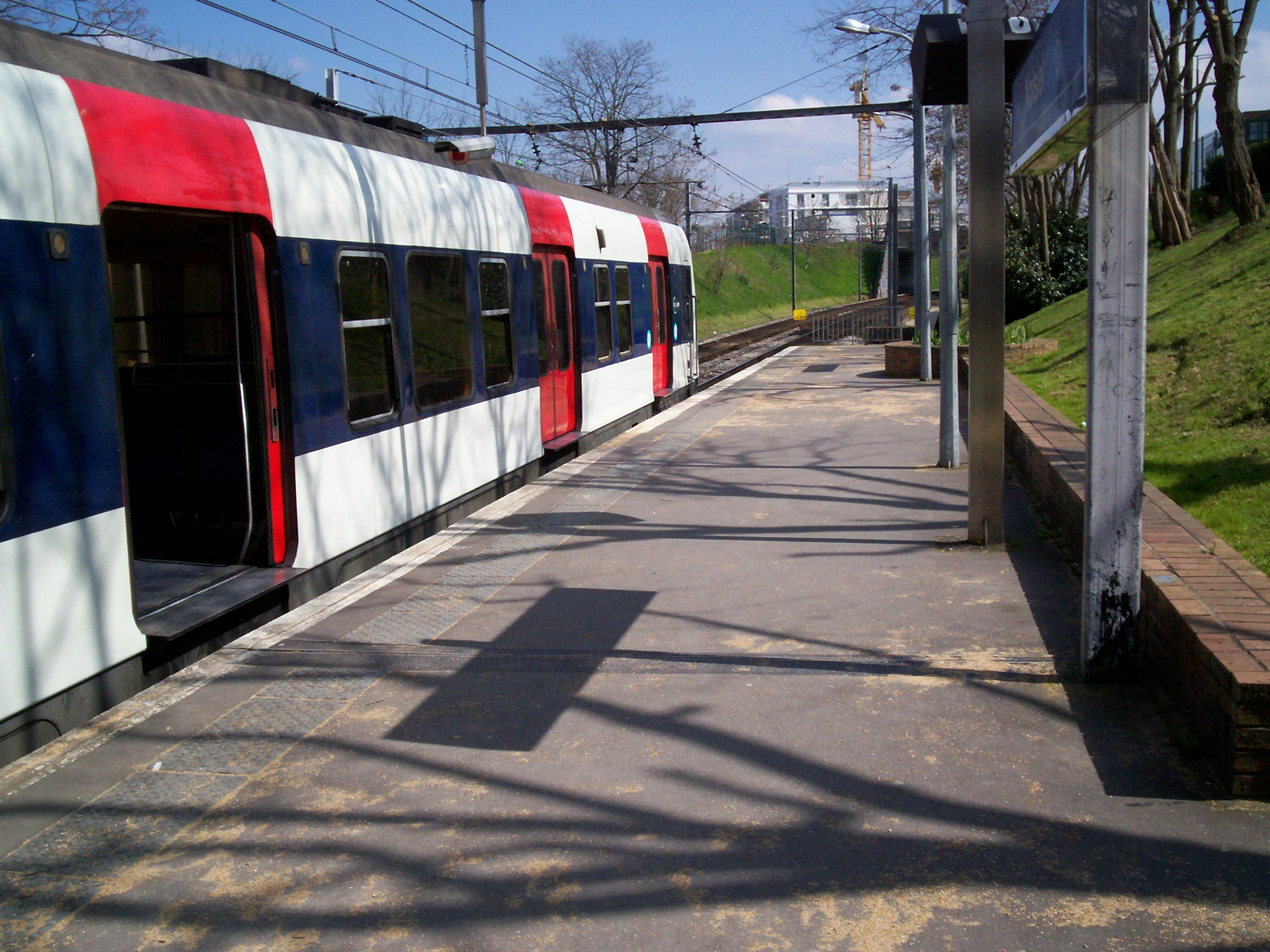
RER A à la gare de Noisiel.

La commune de Noisiel est desservie par la ligne A du RER (branche Marne-la-Vallée).
La gare de Noisiel est desservie en heure de pointe par :
- le matin (7 h-9 h), vers Paris, un train sur deux, avec un temps d'attente relativement aléatoire (de 2 à 12 minutes).
- le soir (18 h-20 h), vers Marne-la-Vallée en dehors de la branche MLV, à cause des terminus Marne-la-Vallée (sans arrêt à Noisiel), et des terminus Torcy, et également des aléas de l'interconnexion donnant une moyenne d'un train sur deux, avec un temps d'attente de 10 minutes.

#### Transports en commun
- : Poissy et Cergy via Paris / Marne-la-Vallée Chessy - Parcs Disneyland
- Lignes de bus des réseaux Marne et Brie, Marne et Seine, Pays Briard, Marne-la-Vallée et RATP.

### Milieux naturels et biodiversité
L’inventaire des zones naturelles d'intérêt écologique, faunistique et floristique (ZNIEFF) a pour objectif de réaliser une couverture des zones les plus intéressantes sur le plan écologique, essentiellement dans la perspective d’améliorer la connaissance du patrimoine naturel national et de fournir aux différents décideurs un outil d’aide à la prise en compte de l’environnement dans l’aménagement du territoire.
Le territoire communal de Noisiel comprend deux ZNIEFF de type 1,,, 
la « Marne à Vaires-sur-Marne » (89,54 ha), couvrant 8 communes dont 7 en Seine-et-Marne et 1 dans la Seine-Saint-Denis et 
les « Parc de Champs et Parc de Noisiel » (68,33 ha), couvrant 2 communes du département.
et deux ZNIEFF de type 2, : 
- les « Bois de Saint-Martin et bois de Célie » (892,6 ha), couvrant 6 communes dont 4 en Seine-et-Marne, 1 dans la Seine-Saint-Denis et 1 dans le Val-de-Marne[18] ;
- la « vallée de la Marne de Gournay-sur-Marne à Vaires-sur-Marne » (1 336,91 ha), couvrant 9 communes dont 8 en Seine-et-Marne et 1 dans la Seine-Saint-Denis[19].

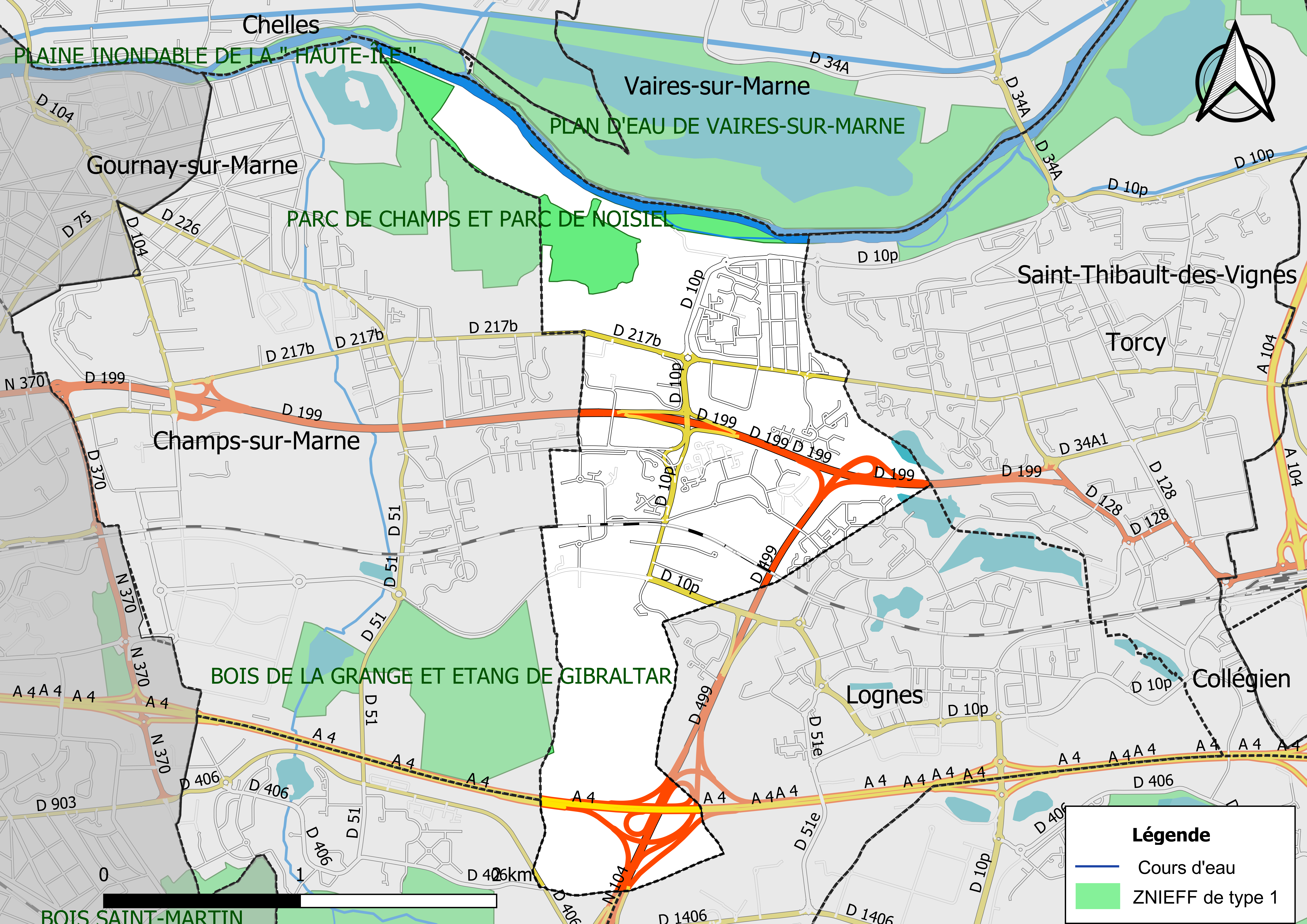
Carte des ZNIEFF de type 1 de la commune.
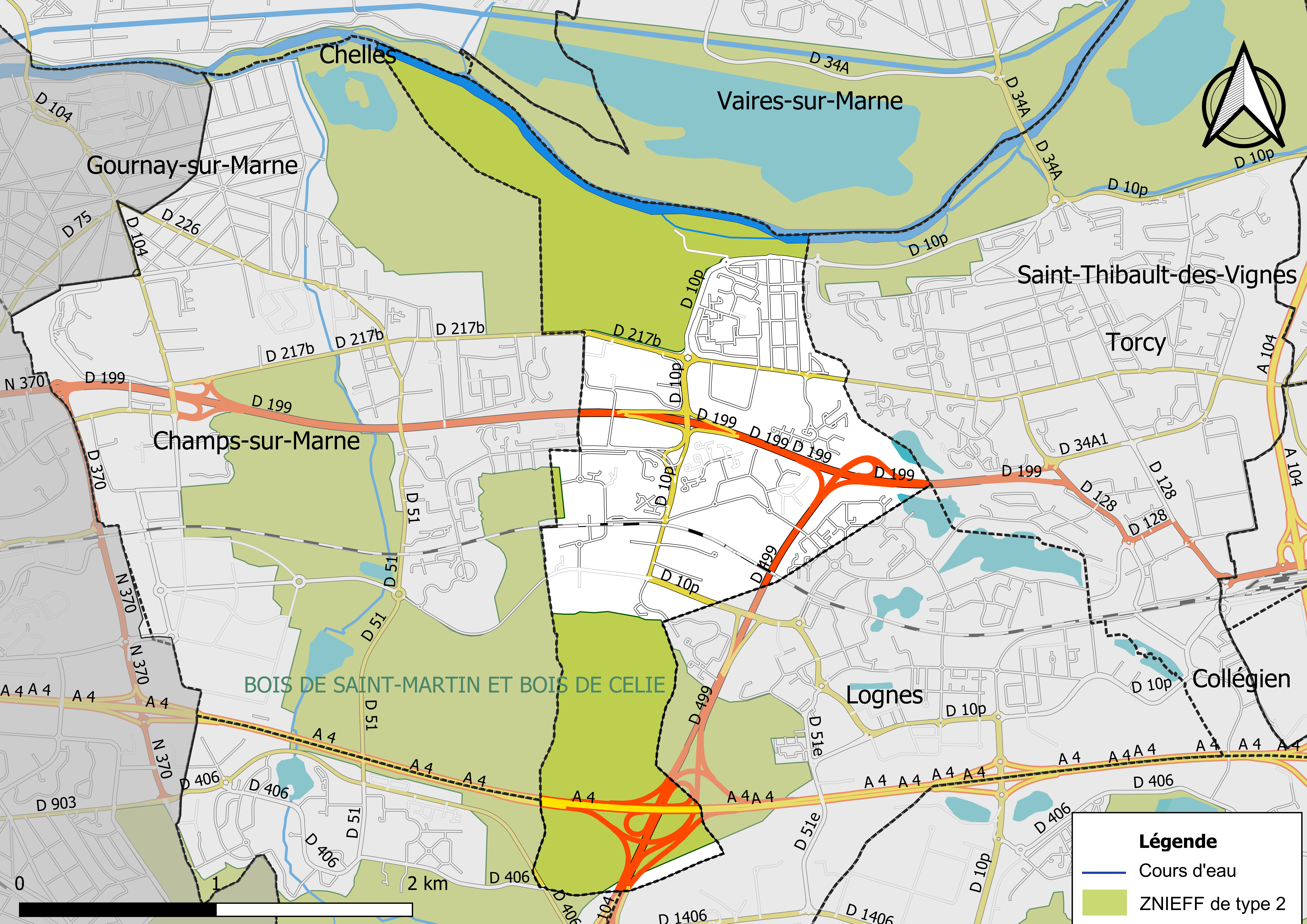
Carte des ZNIEFF de type 2 de la commune.

## Urbanisme

### Typologie
Au 1er janvier 2024, Noisiel est catégorisée grand centre urbain, selon la nouvelle grille communale de densité à sept niveaux définie par l'Insee en 2022.
Elle appartient à l'unité urbaine de Paris, une agglomération inter-départementale regroupant 407  communes, dont elle est une commune de la banlieue,,. Par ailleurs la commune fait partie de l'aire d'attraction de Paris, dont elle est une commune du pôle principal,. Cette aire regroupe 1 929 communes,.

### Occupation des sols
En 2018, le territoire de la commune se répartit en 49 % de zones urbanisées, 18,8 % de forêts, 15,1 % d’espaces verts artificialisés non agricoles, 10,9 % de zones industrielles commercialisées et réseaux de communication, 5,8 % de prairies et < 0,5 % d’eaux continentales,,.

### Logement
En 2011, on dénombrait à Noisiel 5 808 logements se répartissant en 5 611 résidences principales (96,6 %), 81 résidences secondaires (1,4 %) et 115 logements vacants (2,0 %) répartis en 4 238 appartements et 1 457 maisons. En l'espace de cinq ans, entre 2006 et 2011, le nombre d'appartements a augmenté de 10,5 % (4 238 au lieu de 3 837), alors que le nombre de maisons a baissé très légèrement (1 457 au lieu de 1 461).
Les résidences principales sont relativement récentes : 5,6 % ont été construites avant 1946, 86,7 % entre 1946 et 1990 et 7,8 % entre 1991 et 2008. Parmi ces résidences principales, 47,8 % sont occupées par leurs propriétaires, 50,7 % par des locataires (dont 33,4 % pour des logements HLM loués vides) et 1,6 % par des occupants à titre gratuit.
La commune disposait en 2012 de 77 chambres réparties en deux hôtels et ne possédait aucun camping sur son territoire.

### Quartiers
La commune compte 19 lieux-dits administratifs répertoriés.
Les principaux quartiers de Noisiel sont les Deux-Parcs, le Luzard, la Ferme-du-Buisson et la mairie. Il existe aussi le quartier du Front-Populaire, du Bois-de-la-Grange et de la Pièce-aux-Chats. 

#### Les Deux-Parcs
Classé quartier prioritaire avec près de 3 000 habitants en 2020, le quartier des Deux-Parcs est situé à l'est du Luzard.
Un nouveau programme immobilier labellisé BBC est en cours d'achèvement dans le quartier des Deux-Parcs : celui-ci propose 92 logements en accession à la propriété sur deux parcelles au sein de 1 400 m² d'espaces paysagers.

#### La Ferme du Buisson

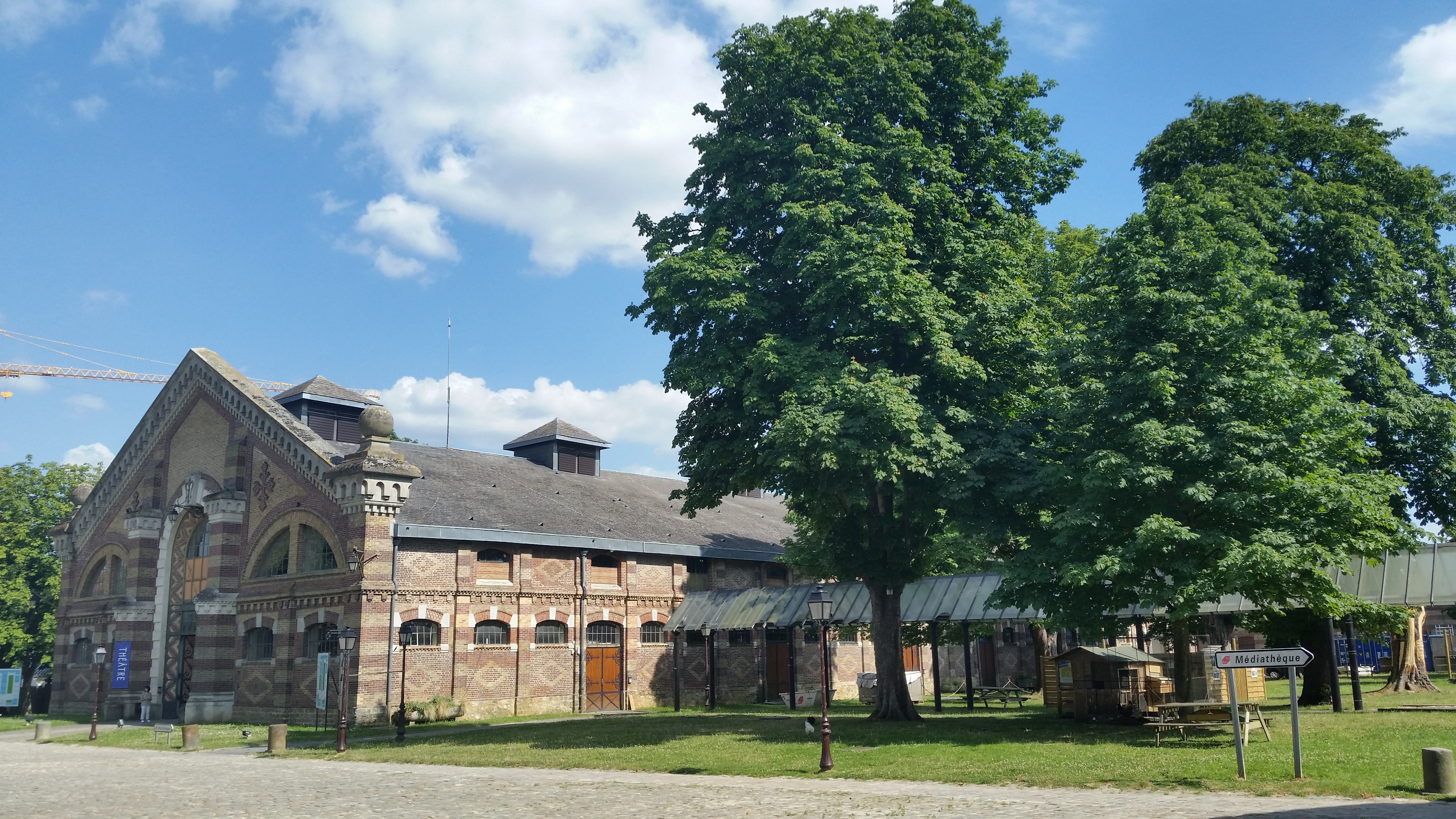
Cour de la Ferme du Buisson

Le quartier de la Ferme du Buisson est quant à lui le dernier programme immobilier de la ville nouvelle à Noisiel. Il a débuté en 2005 par la rectification du tracé du Cours du Buisson bordé de nouveaux parkings et d'un mail piétonnier. Quatre résidences offrant 283 logements en accession à la propriété ont été construits de part et d'autre du Cours entre 2007 et 2012. Une résidence pour étudiants (Pierre-Gilles-de-Gennes) composée de 157 studettes a été construite en face de la Ferme en 2007. Enfin, un nouveau supermarché Super U ouvert en 2005, d'une surface de vente de 2 355 m² ainsi qu'un parking paysager de 122 places ont vu le jour à proximité immédiate de la Ferme. Faisant face à l'entrée de la Ferme du Buisson, une allée piétonnière a été créée en 2011-2012, permettant d'accéder à un nouveau centre commercial de 800 m2 composé d'un supermarché asiatique Paristore, d'une pharmacie et d'un restaurant.

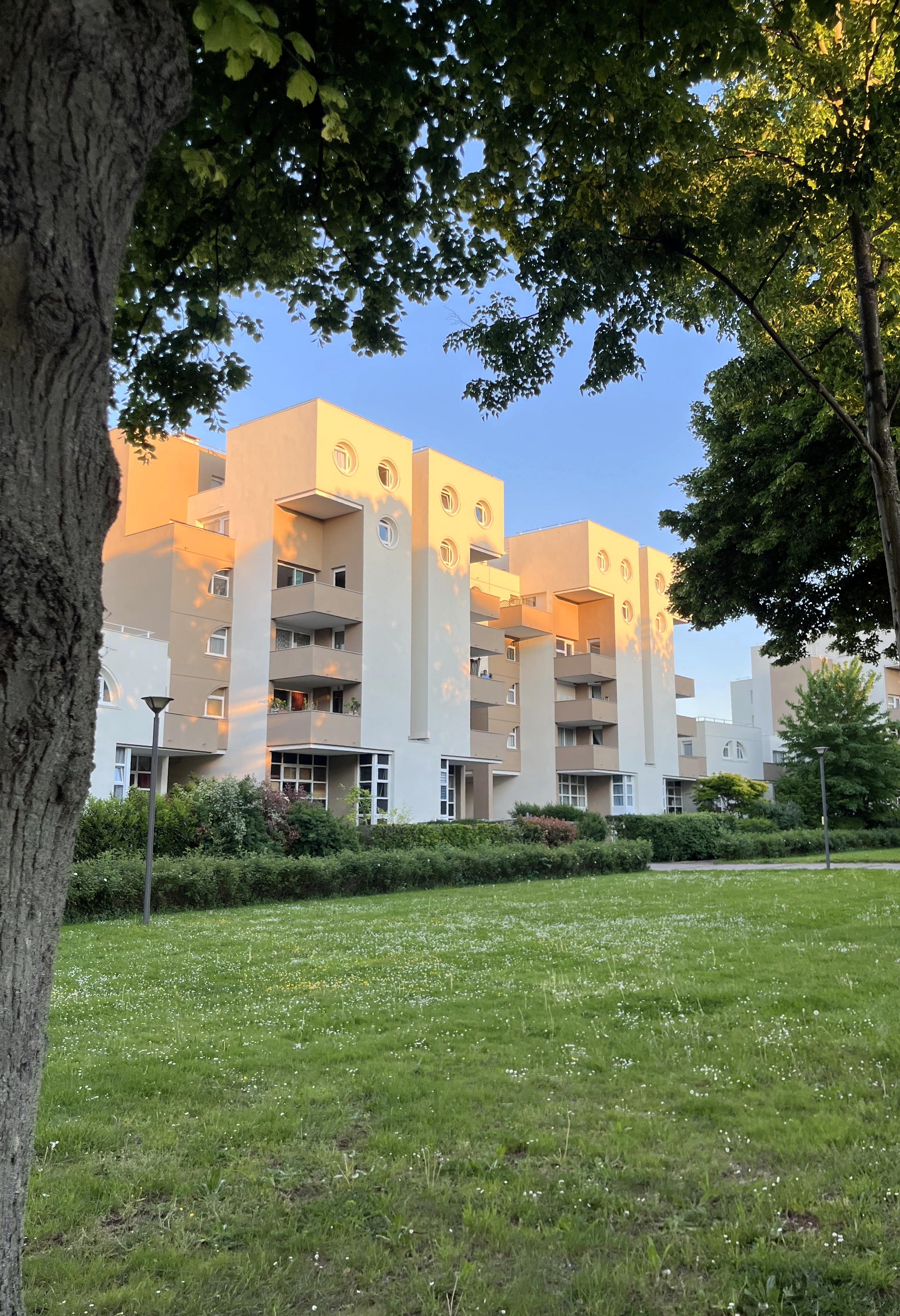
Immeubles de logements réalisés par les architectes Georges Pencreac'h et Claude Vasconi en 1979 sur la Grande avenue des bois.

À proximité immédiate a été construite la nouvelle maison de quartier et le centre social sur une surface de 775 m2 : sa gestion est assurée par la MJC - Maison pour tous du Luzard et l'ensemble comprend un accueil, une salle polyvalente, un atelier cuisine, un bureau pour les animateurs, des bureaux de permanence pour les associations et les partenaires sociaux, une salle d’activités et de réunions, une salle de danse, des vestiaires et une salle d’arts plastiques. Un parking souterrain de 70 places complète l'ensemble et un programme immobilier d'une cinquantaine de logements reste encore à réaliser. L'aile est de la Ferme du Buisson est en pleine restructuration puisqu'un nouveau cinéma d'art et essai grand confort avec deux grandes salles de projection de 257 et 148 places ainsi qu'un nouveau bâtiment moderne accueillant le centre de loisirs du Verger sont en cours de construction. L'esplanade côté est sera réservée à l'édification de 92 logements dont la livraison est prévue pour 2017, date à laquelle le programme du quartier de la Ferme du Buisson sera bouclé.

#### Le Luzard
La requalification du quartier du Luzard est engagée dans le but d'en faire le véritable centre-ville de Noisiel. Il est établi en collaboration avec l’établissement public d’aménagement de la ville nouvelle de Marne-la-Vallée (Epamarne) et la communauté d'agglomération de Marne-la-Vallée - Val Maubuée. Le premier chantier engagé est celui de la restructuration du pôle gare.

## Toponymie
La première mention de Noisiel est faite dans un texte en 841 sous le toponyme de Nucedo. Elle deviendra Nusiellum au XIIe siècle puis Noisiellum au XVe siècle.
Noisiel vient du latin nucetum, qui désigne un « lieu planté de noyers ».
Dans le Cahier de doléances de 1789, la localité, alors siège d'une paroisse, est nommée Noisiel-sur-Marne.

## Histoire

### Moyen Âge
Un moulin à farine est présent sur la Marne à Noisiel dès le XIe siècle. Le village médiéval s'organise autour de celui-ci et non loin de la première église Saint-Médard. Au XVe siècle, sur le territoire de la commune, il existe un port fluvial axé sur le commerce et l’acheminement du bois vers Paris.

### XVIIIesiècle
Au XVIIIe siècle, le territoire de la commune actuelle est occupé par le village d'une quinzaine de maisons bâties sur la rive gauche du port. Le château du XVIIe siècle et sa ferme seigneuriale se situent à l'ouest du village, à l'opposé du port. Un autre château, celui du Luzard, est situé plus au sud. Un hameau est également construit autour de la ferme du Buisson Saint-Antoine et d'une chapelle.

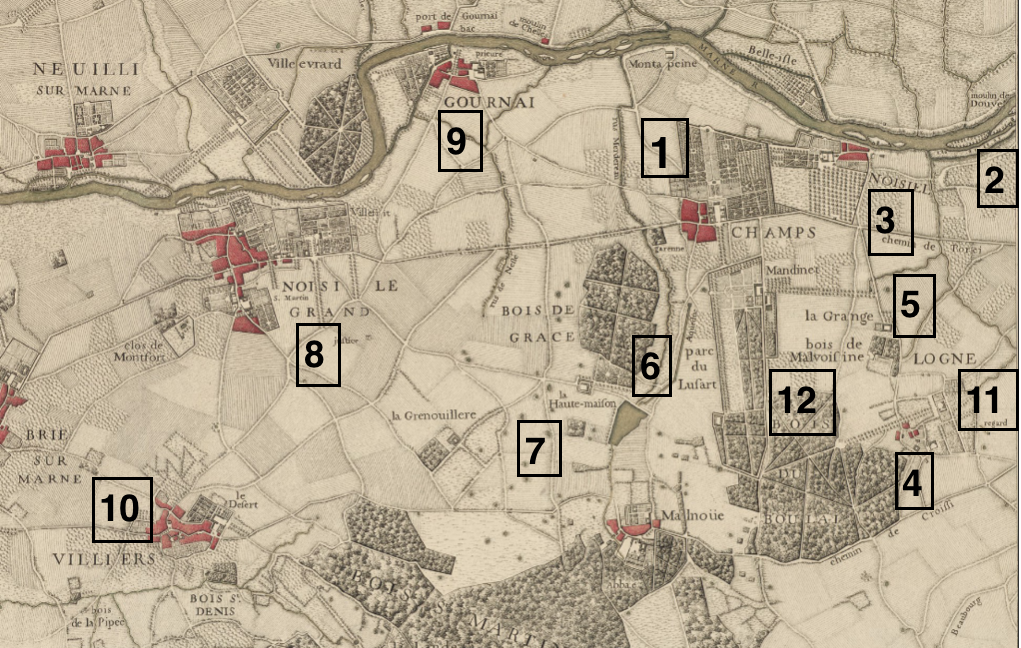

Gabriel Michel fait l'acquisition des Domaines et seigneuries du Duc Delavallière en 1763: Le Luzard et le Buisson Saint-Antoine y figurent. L'acte d'achat se trouve aux Archives de Gournay. Le Domaine de Noisiel et son Château seront acquis par la famille Michel en 1777.

### XIXe siècle: l'installation de l'entreprise Menier et le développement de la cité ouvrière

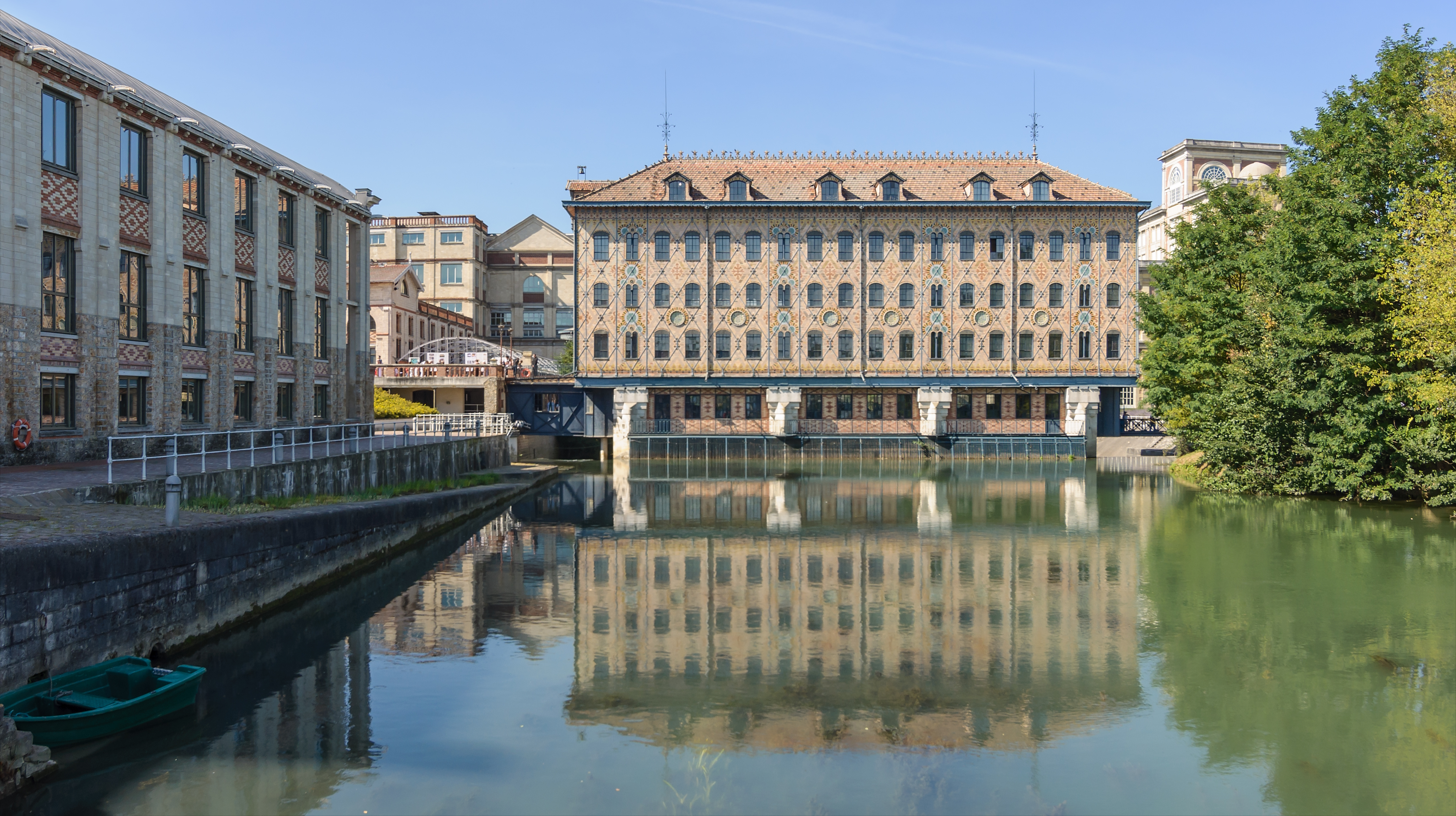
L'ancienne chocolaterie Menier, avec le moulin Saulnier sur la Marne.

Au début du XIXe siècle, Noisiel est un village d'une centaine d'habitants. L'installation de l'entreprise Menier, marque le début du développement urbain. 
En 1825, le pharmacologue parisien Antoine Brutus Menier décide de déplacer son usine de produits pharmaceutiques, alors située dans le Marais à Paris, sur les bords de la Marne, à Noisiel, où il loue un moulin à blé. 
De l'industrie pharmaceutique, l'activité de l'usine se tourne progressivement vers le marché du chocolat. En 1867, Émile-Justin Menier décide de recentrer l'usine sur la fabrication de chocolat. C’est aussi le moment de l’essor de la production et des effectifs de l’entreprise qui passent de 50 ouvriers en 1856 à 325 en 1867. Cette croissance est suivie d’une réorganisation totale du processus de fabrication au sein de l’usine. Une douzaine d'imposants bâtiments-machines est construit en enfilade, notamment par l’architecte Jules Saulnier (qui a dessiné le moulin), tout le long de la Marne. Les travaux entraîne la disparition du village ancien. C’est donc entre 1860 et 1874 que l’usine prend son aspect actuel, symbolisée par le moulin central. L'architecture est innovante : « c'est un des premiers bâtiments à être construit avec une ossature métallique qui est d'ailleurs apparente. C'est donc l'ancêtre du gratte-ciel ».
Du papier coloré pour enrober les tablettes aux cagettes pour la distribution, tout doit être fabriqué sur place pour accélérer la production. Le cacao entre par un bout de l'usine, est trié dans un entrepôt, est torréfié dans le suivant, mélangé au sucre, chauffé puis dressé en tablette dans d'autres bâtiments, avant d'être refroidi dans les chambres froides et ressortir à l'autre bout sous forme de tablettes.
En cette fin du XIXe siècle se situe l'heure de gloire de la chocolaterie : 2 200 ouvriers s'affairent pour produire 70 tonnes de chocolat par jour. À la suite de son accession à la mairie en 1871 et à ses nombreuses acquisitions foncières, Émile-Justin Menier est entièrement maître des destinées communales. En 1874, à proximité de l’usine, il lance la construction de 66 maisons et d’un groupe scolaire. Pour cela, la famille Menier visite des modèles de cités en Angleterre et prend aussi exemple sur les cités de Mulhouse.

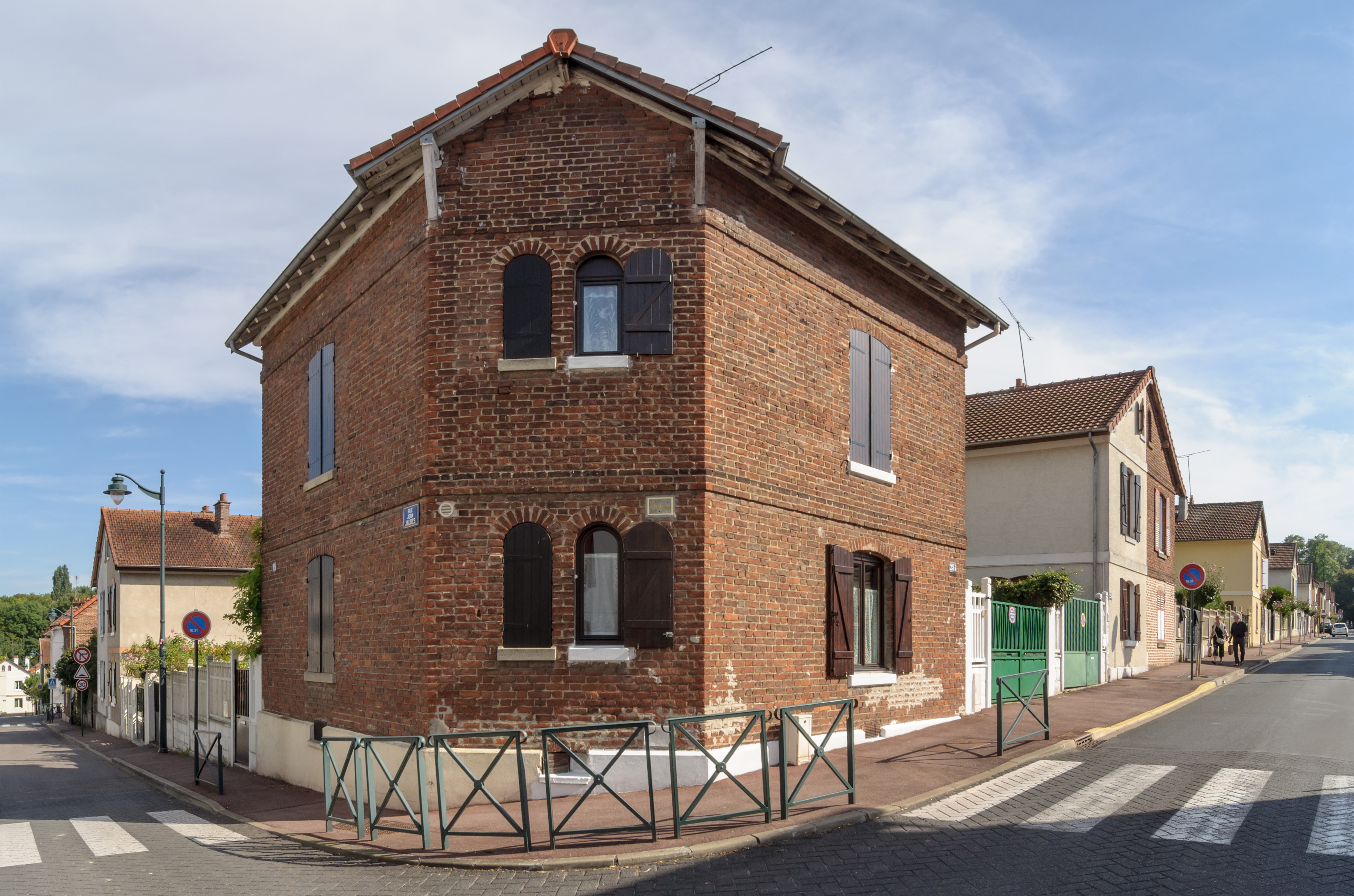
Pavillons dans la cité ouvrière Menier à Noisiel.

Chaque pavillon en bordure de rue est composé de deux logements indépendants de 64 m2 chacun, comprenant deux chambres, une cuisine et un séjour, ainsi qu’un jardin de 300 m2 attenant, destiné au potager, pour compléter les revenus de la famille. L’eau courante n’arrive pas jusque dans le logement mais des bornes fontaines sont installées dans les rues tous les 45 mètres. Des pavillons en cœur de parcelle regroupent quant à eux 4 logements et autant de jardins potagers. Seules les maisons d’angles, plus cossues, plus grandes et réservées aux employés et ingénieurs, disposent de cabinets de toilette. Les logements sont loués exclusivement au personnel de l’usine qui ne peut en devenir propriétaire. En quittant son emploi, l’employé doit laisser son habitation. Le montant du loyer est l’équivalent de deux à six journées de travail, selon le grade de l’employé. Jusqu’en 1911, 85 maisons sont ajoutées. Au total, ce sont 311 logements qui sont construits, couvrant un espace de 20 hectares.
La grande priorité est donnée à l’hygiène et à la santé. La disposition des pavillons en quinconce permet une meilleure circulation de l’air et de la lumière. Des bains-douches sont installés à proximité de l’usine de même que des lavoirs, un cabinet médical pour deux médecins et un pharmacien. Un très grand nombre d’équipements, propriétés de l’usine, complète ce dispositif : des magasins d’approvisionnement (propriété des Menier jusqu’en 1912), un réfectoire pour les ouvriers célibataires, deux cafés-hôtels-restaurants, un groupe scolaire pour filles et garçons, une maison de retraite et la mairie. Par le plan même de sa cité, la famille Menier montre ses engagements politiques et idéologiques. L’école, symbole de l’élévation de la condition ouvrière, est ainsi située au centre de la principale place de la cité, tandis que l’église – dont l’industriel a pourtant financé la construction – est laissée à l’extérieur du nouveau quartier. Néanmoins, c’est avant tout l’usine qui reste le centre de la cité et autour de laquelle tout est organisé. La figure du patron est centrale, comme le montre l’inauguration en 1898 de la statue d'Émile-Justin Menier devant les écoles. En 1963, l’usine, en liquidation, cède les logements, alors en mauvais état, à un promoteur qui les revend à l’unité.
Les bâtiments de la chocolaterie, dont le très beau et coloré moulin (première construction au monde à structure métallique apparente), appartenait depuis 1988 à Nestlé, qui en avait fait le siège de sa division France : environ 1 300 salariés y travaillaient sur les 14 ha du site avant son déménagement vers Issy-les-Moulineaux. La ferme du Buisson, quant à elle, était la ferme de la famille Menier et des usines. C'est aujourd'hui un centre culturel national.

### Première moitié du XXe siècle
La fragilisation de l'entreprise Meunier au lendemain de la seconde guerre mondiale se répercute sur le dynamisme de la ville. Antoine Menier cède l'intégralité de la cité ouvrière à une société immobilière en 1963, qui revend individuellement chaque maison : les anciens locataires, ne pouvant se porter acquéreurs en raison du prix demandé sont contraints de quitter leurs logements.
L'ancien délégué syndical de l'usine Meunier, Louis Guilbert, élu maire en 1959, amorce la création d'un parc de logements sociaux au lieu-dit de la Pièce-aux-chats pour répondre à la demande des anciens ouvriers expulsés. 

### Années 1970-1990: la ville nouvelle
Un nouvel élan est donné à Noisiel dans le cadre du développement de la ville nouvelle de Marne-la-Vallée, dans les années 1970. Le territoire devient un champ d'expérimentations de nombreux architectes célèbres qui vont lui offrir de nombreux bâtiments publics modernes et originaux.
Le château d'eau des Quatre-Pavés, surnommé tour de Babel, construit au milieu d'un rond-point, est l'une des premières œuvres du célèbre architecte Christian de Portzamparc. Construit entre 1971 et 1979, d'une contenance de 2 000 m3 et d'une hauteur de 35,4 mètres, il a la particularité de suivre un plan décagonal et d'être recouvert de croisillons végétalisés.
Les deux grands châteaux d'eau jumeaux des Totems, bâtis par Maurice Garnier en 1975 servent de repère urbain. L'un d'eux est orné d'un portrait d'enfant en mosaïque.
La « tour verte », dans le quartier des Deux-Parcs, est un immeuble d'habitation d'une vingtaine d'étages qui a la particularité d'être rond. Bâtie en 1977, elle est la réplique de la tour bleue de Cergy-Pontoise, autre ville nouvelle.
Le centre administratif de la Banque de France a été réalisé en 1985 par les architectes Guy Lagneau et Henri Coulomb. Les bâtiments se situent en partie sur le territoire de la commune voisine de Lognes. La succursale (surmontée d'un dôme de forme arrondie) date de 1994. En 1986, Jean Nouvel bâtit le complexe omnisports du Luzard (Cosom).
En 1986 est créé le marché du Luzard. En 1988, des équipements publics sont inaugurés au Luzard, comme la mairie annexe ou le conservatoire. En mars 1990, la ferme du Buisson est inaugurée et devient l'espace culturel le plus important de l'est parisien.
En novembre 1990, la fermeture définitive de l'ancienne usine Menier est annoncée : 450 ouvriers perdent leur emploi. L'école nationale des finances publiques, formant les inspecteurs des finances publiques, est installée à Noisiel.
La ville de Noisiel obtient le label Ville d'art et d'histoire en décembre 2000.
Le 16 septembre 2012, à l'occasion des journées européennes du patrimoine, la ministre de la Culture et de la Communication, Aurélie Filippetti, est en visite officielle sur les sites de la chocolaterie et de l'ancienne cité ouvrière.
Le 17 mai 2014, après plus d'un an de travaux, sont inaugurés les nouveaux aménagements du parc de Noisiel et des bords de Marne. Les travaux, d'un coût d'1,5 M€ financés pour moitié par la région Île-de-France, ont permis le réaménagement écologique de la rivière anglaise (ru de la Hart) avec déplacement d'une passerelle et création d'un ponton d'observation.

## Politique et administration

### Rattachements administratifs et électoraux
La commune se trouvait de 1793 à 1993 dans l'arrondissement de Meaux, du département de Seine-et-Marne, année où elle devient brièvement le chef-lieu de l'arrondissement de Noisiel. Celui-ci est transféré le 20 avril 1994 et est devenu l'arrondissement de Torcy, auquel la commune est désormais rattachée.
Jusqu'au redécoupage cantonal de 2014 en France, Noisiel était le chef-lieu du canton du même nom qui comprenait également la commune de Lognes. La commune fait dorénavant partie du canton de Champs-sur-Marne.

### Intercommunalité
Noisiel fait partie de la communauté d'agglomération Paris - Vallée de la Marne, anciennement Val Maubuée, située à l'ouest de Marne-la-Vallée, un établissement public de coopération intercommunale (EPCI) à fiscalité propre.

### Liste des maires
| Période                                  | Période                    | Identité                 | Étiquette | Qualité |
| ---------------------------------------- | -------------------------- | ------------------------ | --------- | --- |
| Les données manquantes sont à compléter. |                            |                          |           | |
| 1830                                     |                            | Nicolas-Alphonse Laurent |           | Contremaître, frère d'Auguste Laurent |
| Les données manquantes sont à compléter. |                            |                          |           | |
| février 1853                             | mai 1871                   | Thomas Carteron          |           | Propriétaire |
| mai 1871                                 | février 1881               | Émile-Justin Menier      |           | Directeur de l'entreprise Menier de 1867 à 1881 Député de Seine-et-Marne (1876 → 1881) Conseiller général de Meaux (1870 → 1877) Décédé en fonction |
| février 1881                             | septembre 1913             | Henri Menier             |           | Industriel chocolatier, fils d'Émile-Justin Menier Décédé en fonction |
| novembre 1913                            | novembre 1934              | Gaston Menier            | PRRRS     | Industriel chocolatier, frère d'Henri Menier Député de Seine-et-Marne (1898 → 1909) Sénateur de Seine-et-Marne (1909 → 1934) Conseiller général de Lagny-sur-Marne (1891 → 1934) Décédé en fonction |
| décembre 1934                            | mai 1945                   | Jacques Menier           | PRRRS     | Industriel chocolatier, fils de Gaston Menier |
| mai 1945                                 | novembre 1959              | Antoine Menier           |           | Industriel chocolatier, neveu de Jacques Menier Démissionnaire |
| novembre 1959                            | juin 1980                  | Louis Guilbert,          | PS        | Ouvrier, ancien délégué syndical de l'usine Menier Ancien résistant Démissionnaire |
| juin 1980                                | novembre 2017,             | Daniel Vachez            | PS        | Salarié de banque, syndicaliste Député de Seine-et-Marne (8e circ.) (1997 → 2002) Conseiller général de Noisiel (1982 → 1997) Vice-président de la CA Marne-la-Vallée - Val Maubuée (2013 → 2014) Vice-président (1983 → 1989 et 2002 → 2013) ou président (1989 → 1997) du SAN du Val Maubuée Démissionnaire |
| novembre 2017                            | En cours (au 15 mars 2021) | Mathieu Viskovic         | PS        | Directeur de cabinet de son prédécesseur Vice-président de la CA Paris - Vallée de la Marne (2020 → ) Réélu pour le mandat 2020-2026 |

### Politique de développement durable
La commune possède un dispositif de collecte séparée des déchets. Des conteneurs d'apport volontaires du verre et du papier ont par ailleurs été installés dans les quartiers. Une déchèterie du syndicat mixte pour l'enlèvement et le traitement des résidus ménagers (Sietrem) est également à disposition des habitants.
En 2007, la municipalité a fait réaliser une thermographie aérienne de la ville pour évaluer les déperditions thermiques des bâtiments de la commune.

### Distinctions et labels
Noisiel a obtenu en 2015 le niveau « trois fleurs » au concours des villes et villages fleuris.
En 2003, la commune a reçu le label « Ville Internet @ ».

### Jumelage
| Ville | Ville | Pays | Pays    |
| ----- | ----- | ---- | ------- |
|       | Poreč |      | Croatie |
|       | Puçol |      | Espagne |

## Population et société

### Démographie
L'évolution du nombre d'habitants est connue à travers les recensements de la population effectués dans la commune depuis 1793. Pour les communes de plus de 10 000 habitants les recensements ont lieu chaque année à la suite d'une enquête par sondage auprès d'un échantillon d'adresses représentant 8 % de leurs logements, contrairement aux autres communes qui ont un recensement réel tous les cinq ans,.

En 2022, la commune comptait 15 927 habitants, en évolution de +2,79 % par rapport à 2016 (Seine-et-Marne : +3,92 %, France hors Mayotte : +2,11 %).
| 1793 | 1800 | 1806 | 1821 | 1831 | 1836 | 1841 | 1846 | 1851 |
| ---- | ---- | ---- | ---- | ---- | ---- | ---- | ---- | ---- |
| 112  | 143  | 136  | 130  | 101  | 119  | 113  | 141  | 165  |

| 1856 | 1861 | 1866 | 1872 | 1876 | 1881 | 1886  | 1891 | 1896  |
| ---- | ---- | ---- | ---- | ---- | ---- | ----- | ---- | ----- |
| 190  | 216  | 278  | 210  | 655  | 970  | 1 000 | 953  | 1 243 |

| 1901  | 1906  | 1911  | 1921  | 1926  | 1931  | 1936  | 1946  | 1954  |
| ----- | ----- | ----- | ----- | ----- | ----- | ----- | ----- | ----- |
| 1 254 | 1 248 | 1 173 | 1 053 | 1 029 | 1 170 | 1 131 | 1 004 | 1 186 |

| 1962  | 1968  | 1975  | 1982   | 1990   | 1999   | 2006   | 2011   | 2016   |
| ----- | ----- | ----- | ------ | ------ | ------ | ------ | ------ | ------ |
| 1 185 | 1 274 | 3 571 | 12 446 | 16 525 | 15 502 | 15 379 | 15 786 | 15 495 |

| 2021   | 2022   | - | - | - | - | - | - | - |
| ------ | ------ | - | - | - | - | - | - | - |
| 15 461 | 15 927 | - | - | - | - | - | - | - |

Les habitants de Noisiel sont appelés Noisieliens
La densité de population de Noisiel est de 3 546,90 habitants par km². Le nombre de logements de Noisiel a été estimé à 5 489 en 2007. Ces logements de Noisiel se composent de 5 303 résidences principales, 15 résidences secondaires ou occasionnels ainsi que 170 logements vacants.
Le quartier de la Ferme-du-Buisson est composé d'immeubles collectifs qui rappellent des pyramides[réf. nécessaire].
En 2006, Noisiel comptait 20,41 % de diplômés du supérieur.

### Enseignement

#### Établissements scolaires
La ville possède six[Quand ?] écoles primaires, un collège et un lycée :
- École primaire de la Ferme-du-Buisson
- École primaire de l'Allée-des-Bois
- École primaire des Noyers
- École primaire des Tilleuls
- École primaire du Bois-de-la-Grange
- École primaire Jules-Ferry
- Collège Le Luzard (aux confins de Champs-sur-Marne, 550 élèves)
- Lycée Simone Veil (fusion du lycée technique et professionnel René Cassin et du lycée général Gérard de Nerval)

Aux côtés du lycée Simone Veil site René-Cassin se trouve aussi le centre de formation technique de la RATP, formant par un bac professionnel les conducteurs des lignes A et B du RER.
La commune a ouvert début 2008 une maison de l'enfance et de la famille regroupant une crèche familiale, une halte-garderie ainsi qu'une association parentale.
Le conservatoire de Noisiel (Conservatoire à Rayonnement Départemental) dispense des cours de musique, de danse, de chant et de théâtre.

### Sports

#### Équipements sportifs
La ville de Noisiel compte quatre gymnases (Cosec de l'Allée des bois, centre omnisports du Luzard, salle polyvalente de la Ferme du Buisson et Halle des sports du Luzard), deux stades (Totems et Remise aux Fraises) ainsi que des courts de tennis (Ferme du Buisson), un boulodrome (promenade de la Chocolaterie/allée buissonnière) et une piste de rollers (cours du Buisson).

#### Athlétisme
Le club d'athlétisme de la ville a été créé en 1989 sous le nom Champs Noisiel Athlétisme (CNA). En 1995, le club s'est associé à la ville de Lognes pour devenir « Marne-la-Vallée Athlétisme ». En 2000, le club a détecté, puis formé jusqu'en 2004, la championne de saut en longueur Éloyse Lesueur. Les groupes de MLVA s'entraînent chaque week-end dans le parc de Noisiel ; le club y organise même une grande manifestation sportive (1 800 participants en 2014) : l'Oxy'Trail. Avec plus de 270 licenciés, le club développe des activités d'athlétisme, de marche nordique, de jogging loisir, de condition physique, de remise en forme.

#### Basket-ball
Le premier club de basket-ball de la ville a été créé en 1986 sous le nom d'ASAN Noisiel Basket-Ball, comme section de l'association ASAN (gérant aussi le judo). Il utilisait principalement le centre omnisports du Luzard et occasionnellement le Cosec de l'Allée des bois. En 2001, le centre omnisports est mis à la disposition exclusive du club de handball, et la section basket occupe dès lors la nouvelle Halle des Sports. Le club a fusionné en 2002 avec ses voisins de Torcy (BB Torcy MLV) et Lognes (BC Lognes MLV) pour former le Marne-la-Vallée Basket Val-Maubuée (ou MLV Basket), comptant lors de la saison 2013-2014 cinq équipes (dont 4 jeunes) en championnat de France. C'est le club avec le plus de licenciés en Seine-et-Marne (431 au total).
En 2015, un nouveau club de basket-ball est créé sous le nom Noisiel Basket et engagé en championnat de Seine-et-Marne senior, troisième division, en regroupant d'anciens joueurs de l'ASAN qui n'ont pas suivi la fusion avec Marne-la-Vallée.

### Sécurité
La commune de Noisiel possedait un commissariat de Police dont le taux d'efficacité était en 2006 de 28,31 % (pourcentage des faits élucidés par rapport aux faits constatés). Le 6 juin 2005, le ministre de l'intérieur Nicolas Sarkozy est venu visiter le commissariat de Noisiel en affirmant : « Je suis ici parce que c’est la circonscription de police la plus difficile de Seine-et-Marne ».
Actuellement (2024) la commune de Noisiel dépend du commissariat de Police (bâtiment construit aux alentours de l'an 2020) de la commune de Torcy.

### Cultes
- Catholique : église Saint-Médard et église catholique du Val-Maubuée (centre Saint-Paul)[80].
- Protestant : église réformée de France.
- Évangélique : Église protestante évangélique du Val Maubuée.
- Église vietnamienne.
- Communauté israélite de Marne-la-Vallée.
- Association culturelle franco-musulmane de Noisiel (A.C.F.M.N)[81]

## Économie

### Revenus de la population et fiscalité
En 2017, le nombre de ménages fiscaux de la commune était de 5 498 (dont 52 % imposés), représentant 14 636 personnes et la  médiane du revenu disponible par unité de consommation  de 19 540 euros.

### Emploi
En 2017 , le nombre total d’emplois dans la zone était de 8 386, occupant 6 469 actifs  résidants.
Le taux d'activité de la population (actifs ayant un emploi) âgée de 15 à 64 ans s'élevait à 63,5 % contre un taux de chômage de 11,1 %.
Les 25,4 % d’inactifs se répartissent de la façon suivante : 11,4 % d’étudiants et stagiaires non rémunérés, 5,3 % de retraités ou préretraités et 8,7 % pour les autres inactifs.

### Entreprises et commerces
En 2017, le nombre d'établissements actifs était de 326 dont 17 dans l’industrie, 28 dans la construction, 235 dans le commerce-transports-services divers et 46  étaient relatifs au secteur administratif.
Ces établissements ont pourvu 8 244 postes salariés.
En 2019,  250 entreprises ont été créées sur le territoire de la commune, dont 186 individuelles.
Au 1er janvier 2020, la commune disposait de 60 chambres d’hôtels dans  1 établissement et ne possédait aucun camping sur son territoire.

## Culture locale et patrimoine

### Lieux et monuments

#### Cité des Menier
La Ferme du Buisson, dont les bâtiments sont ceux de l'ancienne ferme achetée par les Menier en 1879, présente une belle architecture du XIXe siècle.

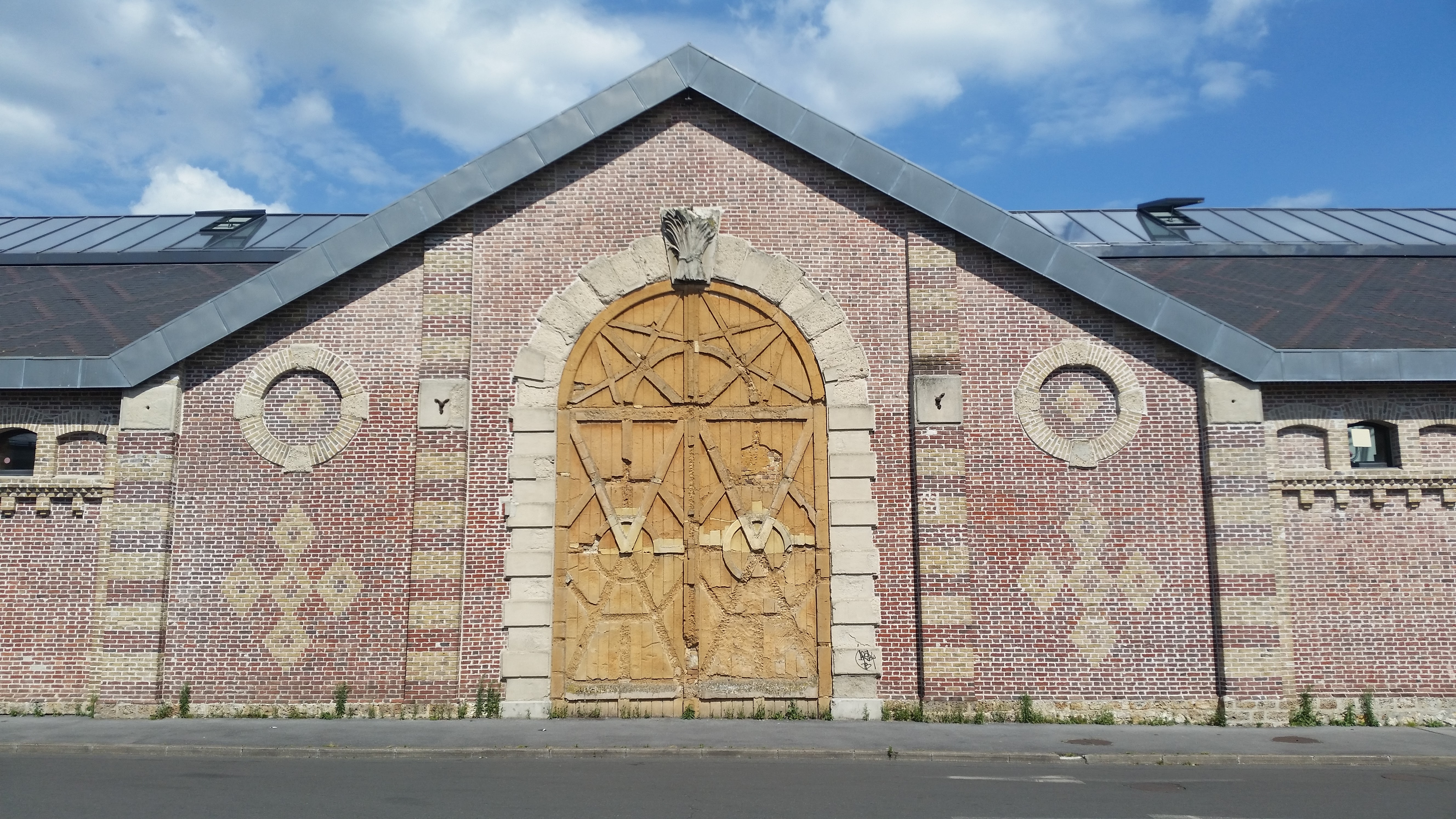

#### Chocolaterie

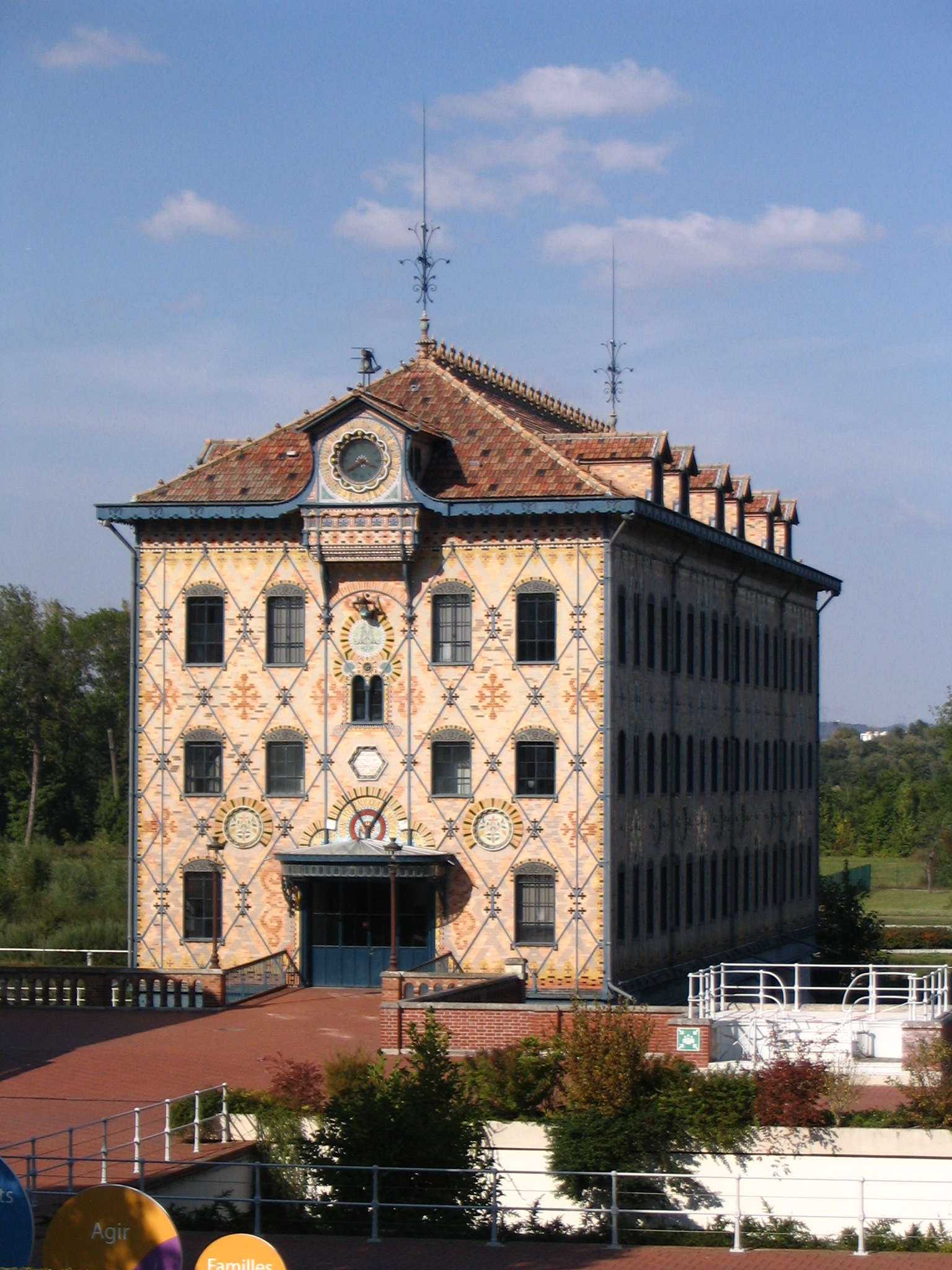
Moulin sur la Marne.

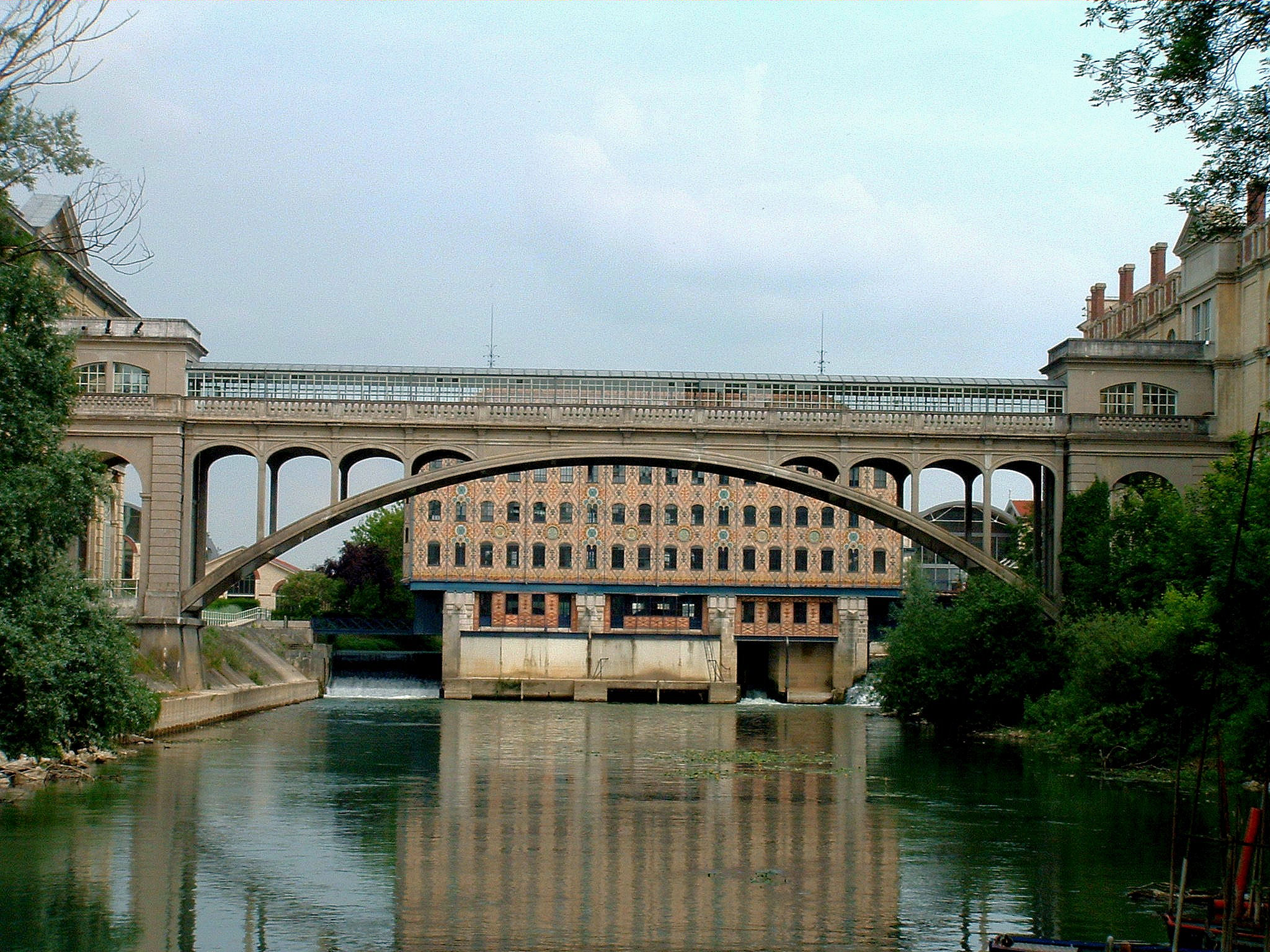
Pont Hardi.

Ouverte seulement lors des journées européennes du patrimoine, l'ancienne usine Menier, siège social de Nestlé France jusqu'en 2020, regroupe sur son site trois bâtiments classés ou inscrits aux monuments historiques,.
- Le moulin Saulnier, premier bâtiment à structure métallique apparente, a été conçu par Jules Saulnier entre 1865 et 1872. Il abritait les ateliers de broyage des fèves de cacao. Le bâtiment est classé au titre des monuments historiques depuis 1992[89],[88].
- La « halle Eiffel », un autre bâtiment à structure métallique construit par l'ingénieur Jules Logre, a été construite entre 1882 et 1884 et abritait les machines à froid produisant une température de 4 °C pour conserver le chocolat dans 4 800 m2 de caves. Elle est ainsi dénommée pour sa ressemblance avec les constructions de Gustave Eiffel. Le bâtiment est inscrit à l'inventaire général du patrimoine culturel depuis 1986.
- La « cathédrale », construite entre 1906 et 1908 par Stephen Sauvestre (collaborateur de Gustave Eiffel pour la Tour), est l'un des tout premiers édifices réalisés en béton armé avec une structure poteau-poutres-dallées. C'est dans ce bâtiment que l'on mélangeait sucre et cacao pour former le chocolat[88].
- Le pont Hardi, conçu par Armand Considère, qui relie la cathédrale aux patios, sur l'autre rive de la Marne, détenait à l'époque un record de portée de 44,50 mètres. Les deux édifices de Sauvestre sont inscrits depuis 1986 à l'inventaire général du patrimoine culturel[88].

Le site de 14 hectares regroupe également de nombreux autres bâtiments fonctionnels remarquables :
- La Verrière, construite entre 1864 et 1866 par Jules Saulnier, abritait l'atelier de torréfaction, les magasins de sucre et cacao, l'atelier de triage des fèves. L'atelier de torréfaction fut rehaussé en 1923 par Louis Logre.
- Les Patios, réalisés par Jules Saulnier entre 1864 et 1867, abritaient l'atelier de dressage, de pliage, d'empaquetage et d'expédition. Le bâtiment en face de la cathédrale, bâti par Louis Logre entre 1907 et 1913, était réservé à de nouveaux ateliers d'emballages pouvant accueillir près de 800 travailleurs.
- La Confiserie : bâtie entre 1919 et 1923 par Louis et Jules Logre, elle était le lieu de confection des bonbons à l'unité.
- La Colonnade, construite entre 1880 et 1887 par Duchêne, permit d'agrandir les magasins de cacao et de sucres.
- Les Nefs, bâties par Louis et Jules Logre en 1885-1886, permettaient d'accueillir l'atelier des métaux et l'atelier des bois que traversait un chemin de fer.
- L'Arcade, construite en 1889-1890 par Jules et Louis Logre, servait de remise pour les voitures et les écuries.

Le bâtiment de la confiserie de l'ancienne chocolaterie de Noisiel a servi de lieu de reconstitution de l'atelier de Rodin dans le film sur Camille Claudel.

### Équipements culturels
La Ferme du Buisson est un centre d'arts et de culture, scène nationale rattachée au ministère de la culture. De nombreux spectacles y sont présentés toute l'année. Le centre regroupe deux salles de cinéma et trois salles de spectacles et de théâtre ainsi qu'un centre d'art contemporain et une bibliothèque. Un restaurant fait également partie de l'ensemble.

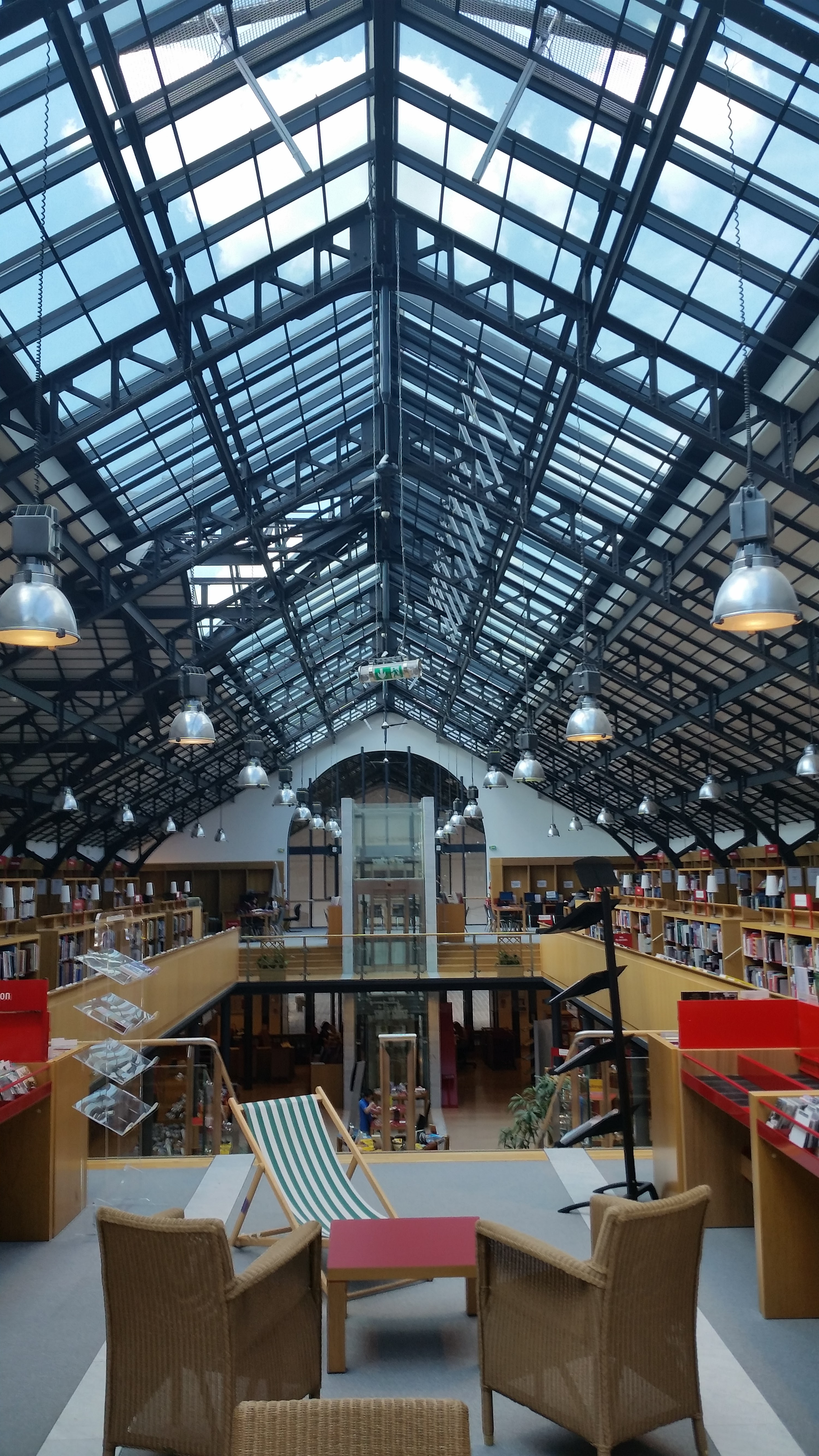
Intérieur de la bibliothèque du Buisson

L'auditorium Jean-Cocteau propose une programmation municipale et associative de spectacles et concerts.

### Patrimoine religieux

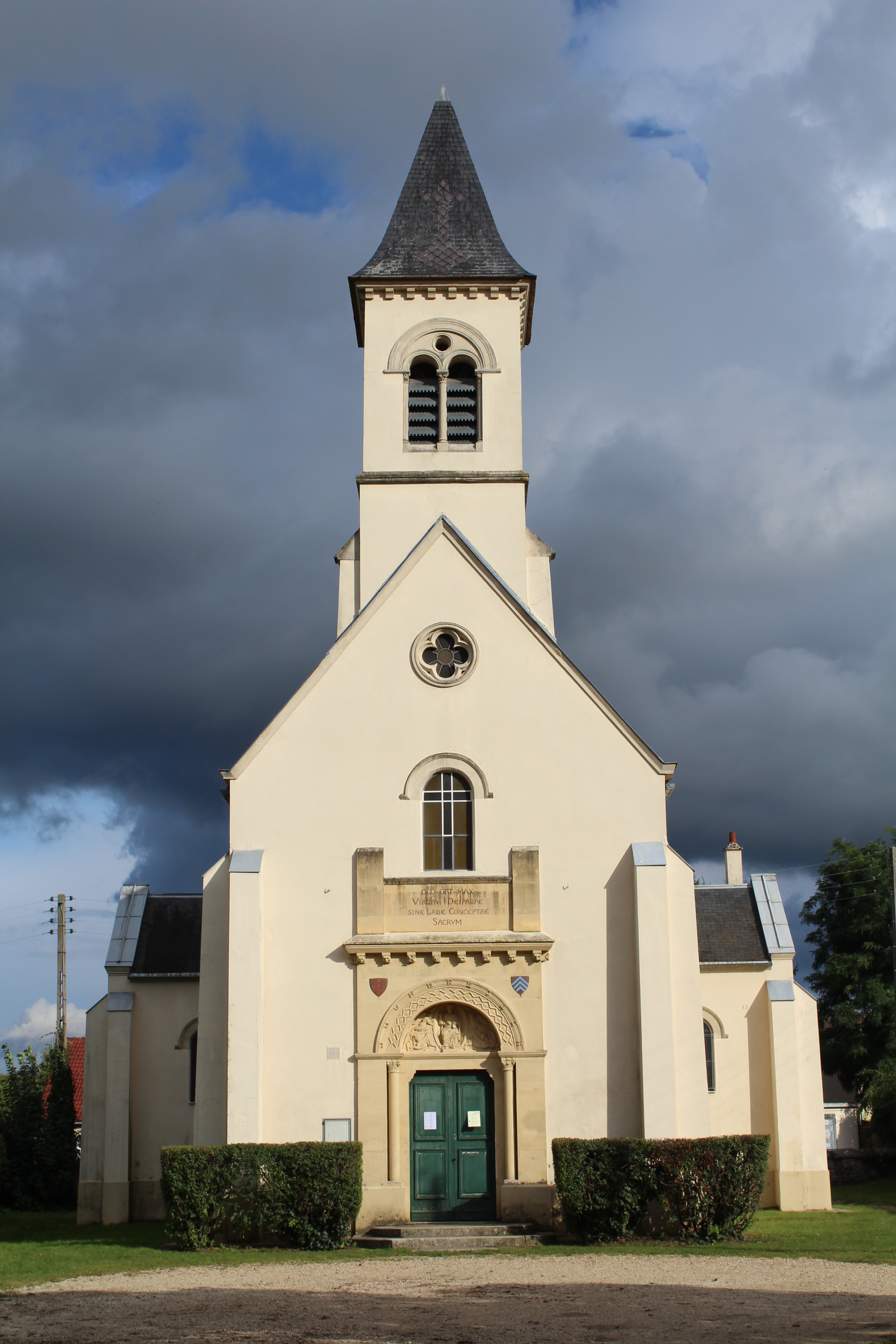
Église Saint-Médard.

L'église Saint-Médard, de style roman et d'une capacité d'environ 200 fidèles, se situe non loin de la cité Menier. Les offices religieux y sont toujours célébrés.
La première église de Noisiel dédiée à Saint Médard a été édifiée sur les terres du prieuré de Gournay. Détruite au cours des guerres de religion, au XVIe siècle, elle est rebâtie en 1602 par Jean du Tremblay, premier seigneur laïc de Noisiel, puis agrandie en 1670 par Yves Mallet, seigneur du Luzard. À la Révolution, l'église est désaffectée puis détruite, si bien qu'en 1851 les habitants de Noisiel n'ont plus de lieu de culte. En 1856, le duc de Lévis fait construire l'église actuelle avec Louis Lenormand pour architecte. Émile Menier excluant la religion de son projet social, la Cité Ouvrière est édifiée à distance de l'église, sans accès direct vers elle. L'église ne sera fréquentée qu'occasionnellement par les ouvriers.
Le centre Saint-Paul situé en face de la gare du RER, fait aussi office d'église mais également de centre consacré au catéchisme et à d'autres activités religieuses.

### Patrimoine environnemental

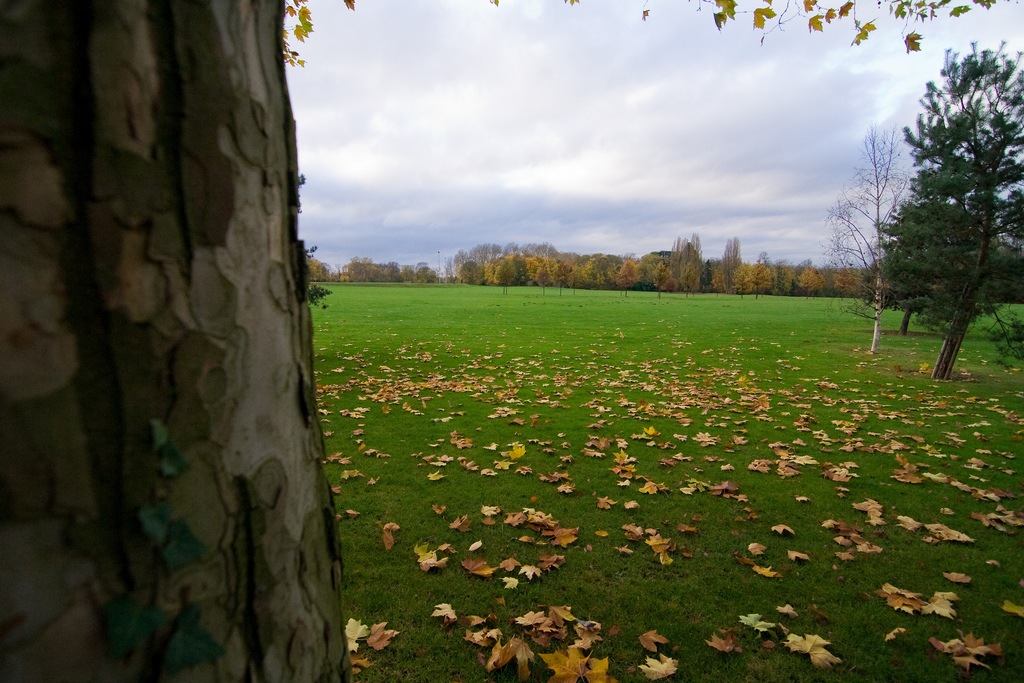
Parc de Noisiel.

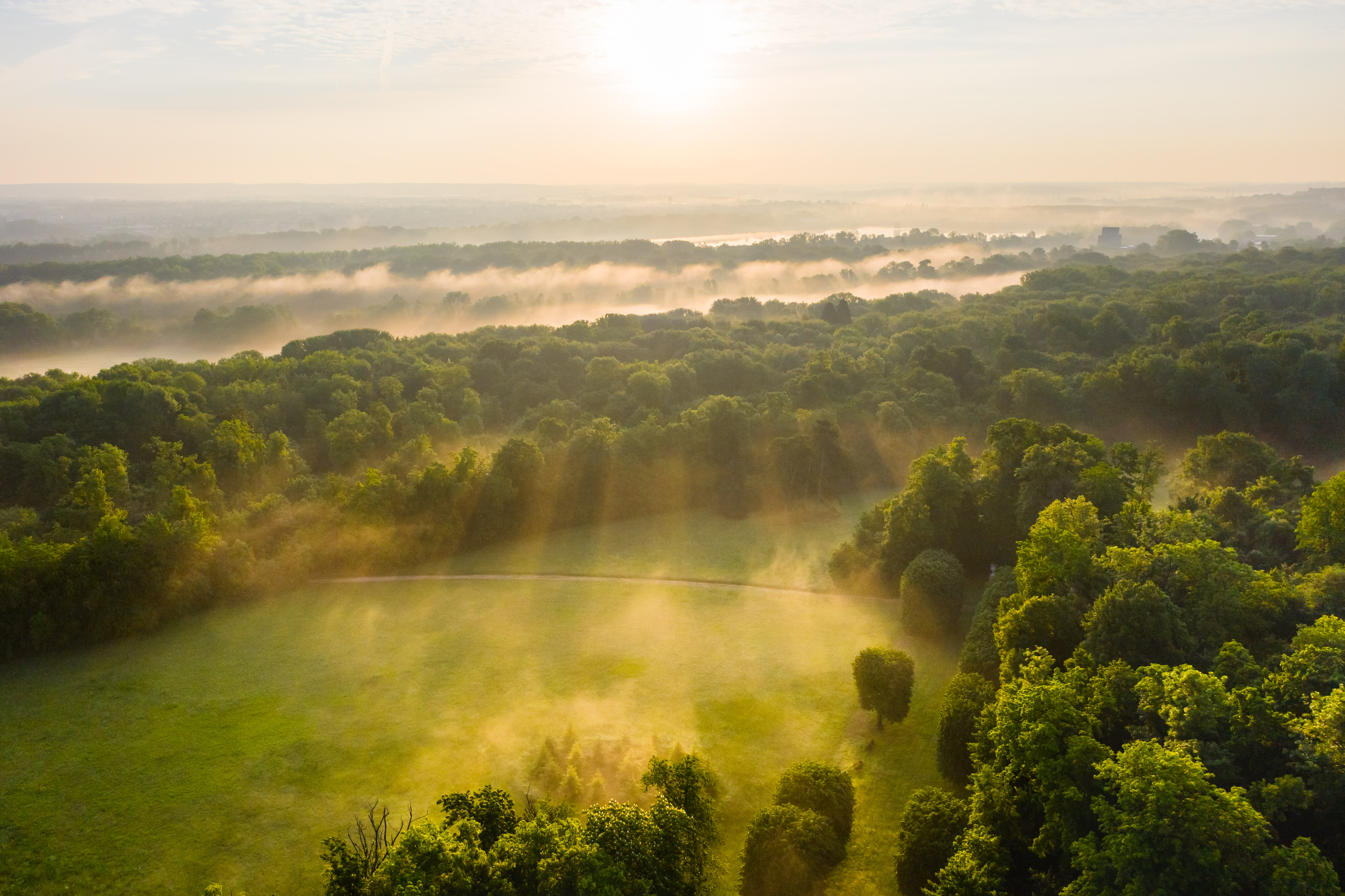
Parc de Noisiel.

La commune de Noisiel possède 214 hectares d’espaces verts, soit 49,2 % de sa superficie.
D'une superficie de 90 hectares, le parc de Noisiel est un lieu de promenade privilégié. Ses grandes prairies et ses petits bois s'étendent le long de la Marne. En suivant la rivière, on pourra apercevoir l'ancienne usine Menier datant du XIXe siècle. Autrefois, le parc abritait un château que l'on atteignait en suivant l'allée des Bois. Cette dernière est toujours là, c'est une grande avenue piétonne plantée de tilleuls qui va du parc au Bois-de-la-Grange.
Depuis le côté de l'usine ou du parc, il est possible de rejoindre Nogent-sur-Marne en longeant La Marne jusqu'au bout. Les berges sont aménagées pour le vélo (compter 1 h 30) ou la randonnée, pour une promenade très bucolique.

### Autre patrimoine
Deux abris anti-aériens ont été récemment[Quand ?] remis à jour place Émile-Menier à l'occasion de travaux d'aménagement des lieux. Situés de chaque côté de la statue centrale, ces abris sont constitués de deux couloirs longs de 100 mètres chacun. La municipalité a décidé de les conserver en l'état en attendant une éventuelle mise en valeur. 

### Personnalités liées à la commune
La dynastie des Menier, fabricants de produits chocolatés, a fortement imprégné l'histoire de la ville. Les noms de rue du centre ancien ne sont quasiment que ceux de membres de cette famille.
L'acteur Frédéric Diefenthal a passé son enfance à Noisiel.
Éloyse Lesueur, sauteuse en longueur, championne d'Europe et championne du Monde en salle, a débuté dans les clubs de gymnastique et d'athlétisme de la ville.

### Héraldique et devise
|  | Taillé au premier d'azur à une lettre n d'or entrelacée d'une feuille de noyer de sinople posée en barre au second d'argent à une cabosse ouverte, une cabosse entière et une fleur de cacaoyer posées en orle, le tout au naturel. |